# Żywność z dodatkiem marihuany

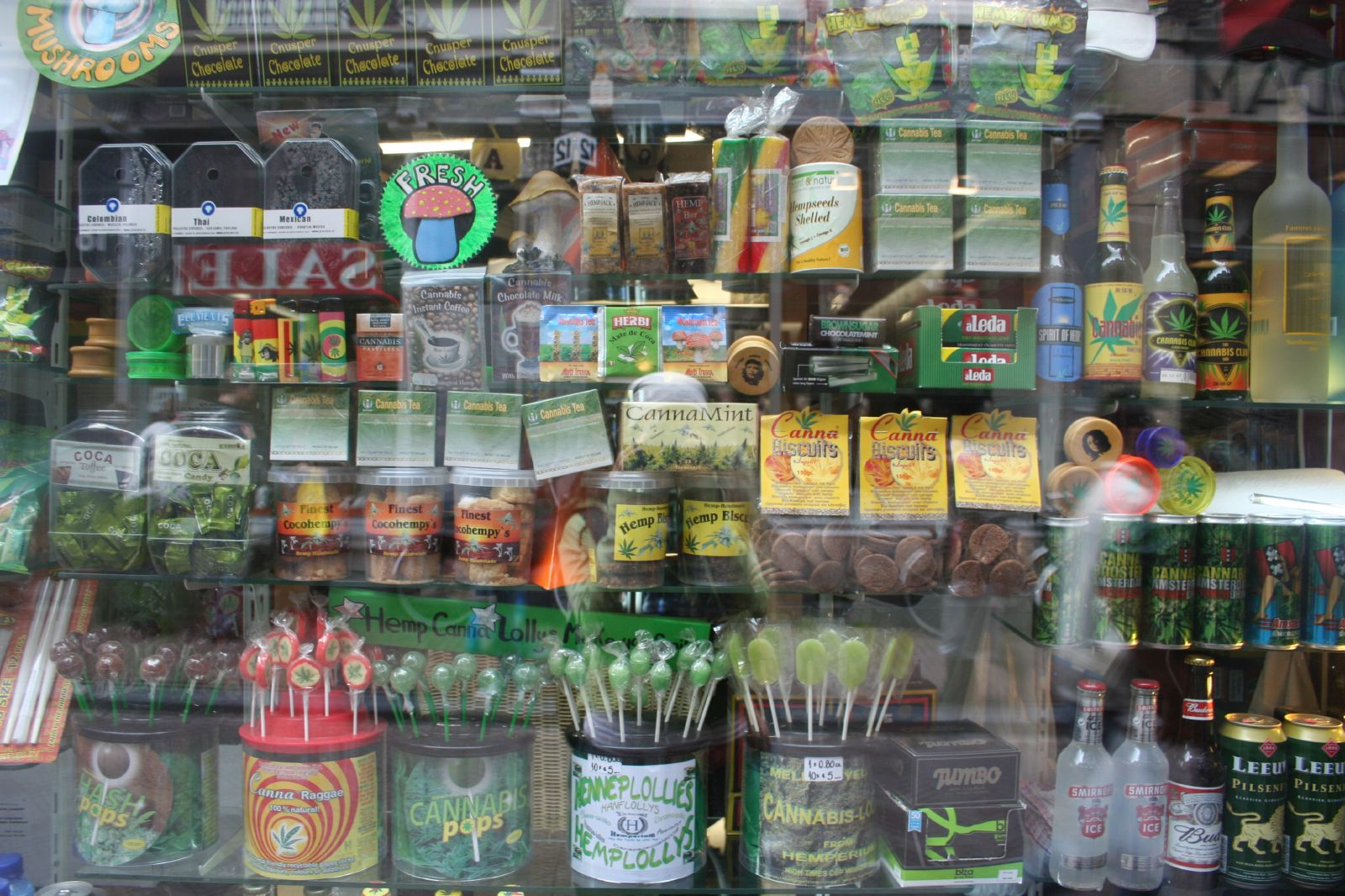
Różne rodzaje żywności z dodatkiem marihuany na wystawie sklepu w Amsterdamie

Żywność z dodatkiem marihuany – pojęcie odnoszące się do produktów spożywczych, których składnikiem jest marihuana w postaci zioła bądź żywicy z konopi indyjskich. Żywność ta pozwala w sposób alternatywny doświadczyć działania oraz korzyści płynących z kannabinoidów bez konieczności palenia marihuany czy haszyszu. Kannabinoidy umieszczane są w ciastach, ciasteczkach i innych produktach spożywczych, a następnie jedzone w celach leczniczych bądź dla przyjemności.
W tytułach przepisów znaleźć można wiele różnych nazw i określeń slangowych. Wyrazy takie jak: hasz, marihuana, trawka, kosmiczny, magiczny i specjalny używane są do tworzenia nazw przepisów, np. „ciastka z haszyszem” (hash cakes), „kosmiczne ciasteczka” (space cookies) itp.

## Składniki i działanie

Tetrahydrokannabinol rozpuszcza się w lipidach i alkoholu, ale nie w wodzie

Tetrahydrokannabinol (THC), czyli substancja aktywna w marihuanie, oraz inne kannabinoidy są olejami hydrofobowymi, które rozpuszczają się nie w wodzie, ale w lipidach (olej / tłuszcz) i w alkoholu. Aby ugotowany produkt wykazywał właściwości psychoaktywne należy użyć lipidów bądź alkoholu do otrzymania THC z marihuany. Podczas procesu przygotowywania konopie indyjskie lub ich ekstrakt muszą zostać dostatecznie podgrzane bądź odsączone, by doprowadzić do dekarboksylacji ich głównego kannabinoidu – kwasu tetrahydrokannabinolowego w psychoaktywnym THC.
Rozpuszczalność ekstraktu konopi indyjskich w oleju znana jest od czasów starożytnych, kiedy to przepisy kulinarne w języku sanskryt pochodzące z Indii wymagały, aby marihuana (gandzia) była smażona w niewielkiej ilości masła ghee przed wymieszaniem jej z pozostałymi składnikami. Przyrządzanie herbaty przez gotowanie marihuany w wodzie jest zwykle nieskuteczną metodą otrzymywania kannabinoidów. Jeśli jednak marihuana jest dobrej jakości i posiada dużo widocznej żywicy, można wtedy podgrzać porcję żywicy by zmiękła, a następnie zanurzyć ją w wodzie.
Niektórzy autorzy przepisów uważają, że spożycie marihuany wtedy, gdy jest ona odpowiednio ugotowana jest skuteczniejszym sposobem na przyswojenie kannabinoidów niż jej palenie. Spożycie kannabinoidów może doprowadzić do podobnego psychoaktywnego działania, potocznie nazywanego „hajem”, jak palenie marihuany, jednak może być ono opóźnione lub złagodzone z powodu wolniejszego wchłaniania się THC z przewodu pokarmowego. Podczas gdy działanie płynące z palenia marihuany zazwyczaj odczuwalne jest już w ciągu kilku minut, nawet dwóch godzin potrzeba, aby osiągnąć taki sam efekt po jej spożyciu.
Pacjenci stosujący marihuanę w celach leczniczych twierdzą, że leki na jej bazie przynoszą im znaczną ulgę. Wiele firm w Kalifornii produkuje takie lekarstwa dla kolektywów wydających marihuanę na obszarze całego stanu. Firma Compassion Medicinal Edibles, wcześniej znana jako Tainted Inc. była jednym z największych stanowych producentów jadalnych produktów z marihuany do września 2007 r., kiedy to agenci Administracji Legalnego Obrotu Lekarstw (Drug Enforcement Agents) zamknęli jej działalność.

## Masło

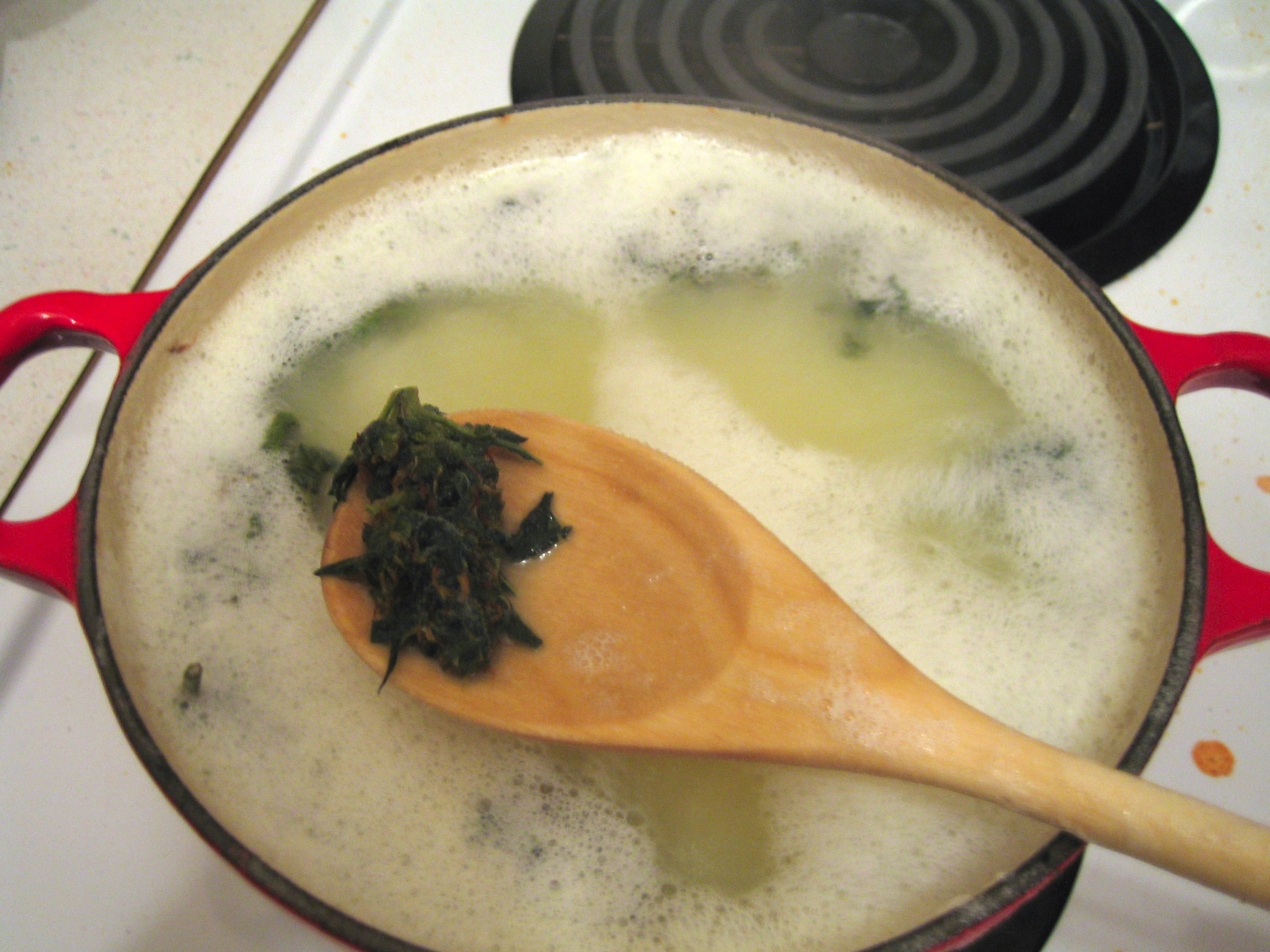
„Kannamasło”

„Kannamasło” lub „masło z marihuaną” to substancja oparta na maśle i aromatyzowana kannabinoidami. Otrzymuje się ją przez podgrzanie surowej konopi indyjskiej z masłem, dzięki czemu tłuszcz wydobywa z niej kannabinoidy. Do sporządzenia takiego masła w wersji podstawowej wystarczy jedynie rondel i łopatka, natomiast w wersji dla zaawansowanych potrzebny jest podwójny garnek albo naczynie do gotowania na wolnym ogniu, etamina czy sitko do herbaty i lejek.

## Alkohol
Jako że żywica z konopi indyjskiej rozpuszcza się w alkoholu, skutecznym sposobem na dodanie jej do potraw jest gotowanie brandy bądź rumu z dodatkiem kannabinoidów. Zazwyczaj używa się łodyg i liści konopi z powodu mniejszej zawartości THC podczas palenia. Po dodaniu ich do wysokoprocentowego alkoholu zbożowego (np. wódki) powstaje coś, co nazywane jest Zielonym Smokiem (Green Dragon). Creme de Gras to alkohol smakowy wytwarzany z konopi indyjskich. Dodaje się go do kawy i innych napojów.

## Haszyszowe ciasteczka

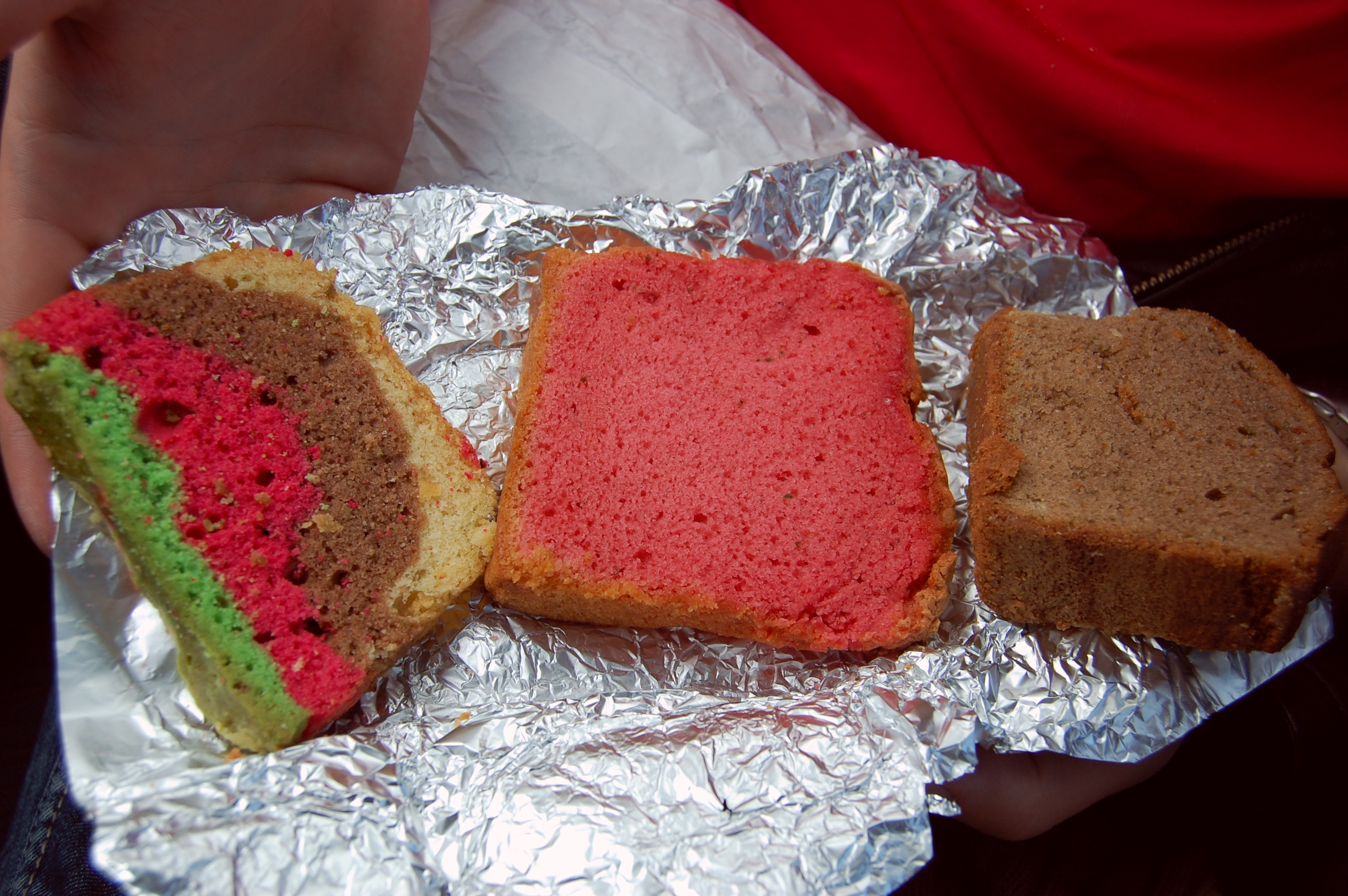
Porcje ciasta z Amsterdamu

Haszyszowe ciasteczka (hash cookies), zwane także kosmicznymi ciasteczkami (space cookies) są stosunkowo popularne w krajach o liberalnej polityce narkotykowej, również w niektórych regionach Europy (szczególnie w Holandii). Są to wypieki, do których produkcji używa się jednej z odmian konopi indyjskiej, w tym haszyszu. Haszyszowe ciasteczka to zasadniczo to samo, co ciasteczka z marihuaną, jednak mają one mocniejsze działanie. Można je spotkać w formie ciast, kulek czy ciastek czekoladowych (tzw. brownies). Aby je sporządzić, potrzebna jest duża ilość haszyszu (zazwyczaj pół do jednego grama na ciasteczko). Wprowadzanie haszyszu do wypieku to wielostopniowy proces. Aby osoba spożywająca ciasteczko była w stanie osiągnąć stan upojenia narkotycznego bez palenia, proces musi być przeprowadzony bardzo ostrożnie. Niektórzy ludzie, którzy zażywają marihuanę twierdzą, że stan upojenia narkotykowego po zjedzeniu ciasteczek różni się od tego po paleniu marihuany. Jest on zazwyczaj silniejszy i trwa znacznie dłużej, jednak jest jednocześnie bardziej subtelny. Stan odurzenia wywołany produktami zawierającymi haszysz zazwyczaj wiąże się z uczuciem lekkości, powszechnie nazywanym „hajem fizycznym”.
Główną zaletą związaną z używaniem tych produktów jest fakt, że w przeciwieństwie do palenia, nie czynią one szkód w układzie oddechowym. Mogą być również używane w miejscach, w których palenie jest niedozwolone – można je z łatwością zabrać na przyjęcie, do kawiarni itp. Różnica pomiędzy zwykłymi wypiekami a tymi z dodatkiem marihuany jest zazwyczaj niedostrzegalna przed spożyciem. Jednak ciasteczka z marihuaną mają często lekko zielonkawy odcień i wydzielają charakterystyczny zapach. Łagodny smak wyczuwalny jest w przypadku użycia dostatecznie dużej ilości marihuany. Wiele przepisów, sposobów przygotowania oraz informacji dotyczących dawkowania znaleźć można w internecie, jednak różnią się one od siebie dość znacznie, jeśli wziąć pod uwagę skuteczność i jakość. Wiele kontrowersji wzbudził fakt, że w 1954 r. Alicja B. Toklas zawarła w swoim pamiętniku literackim, pt. Książka kucharska Alicji B. Toklas przepis swojego przyjaciela Briona Gysina na haszyszową krówkę (haschich fudge). Przez wiele kolejnych lat nazwisko Alicji kojarzone było z żywnością z dodatkiem marihuany. Powstało nawet specjalne określenie „brownies Alicji B. Toklas”.

## Czynnik kulturowy

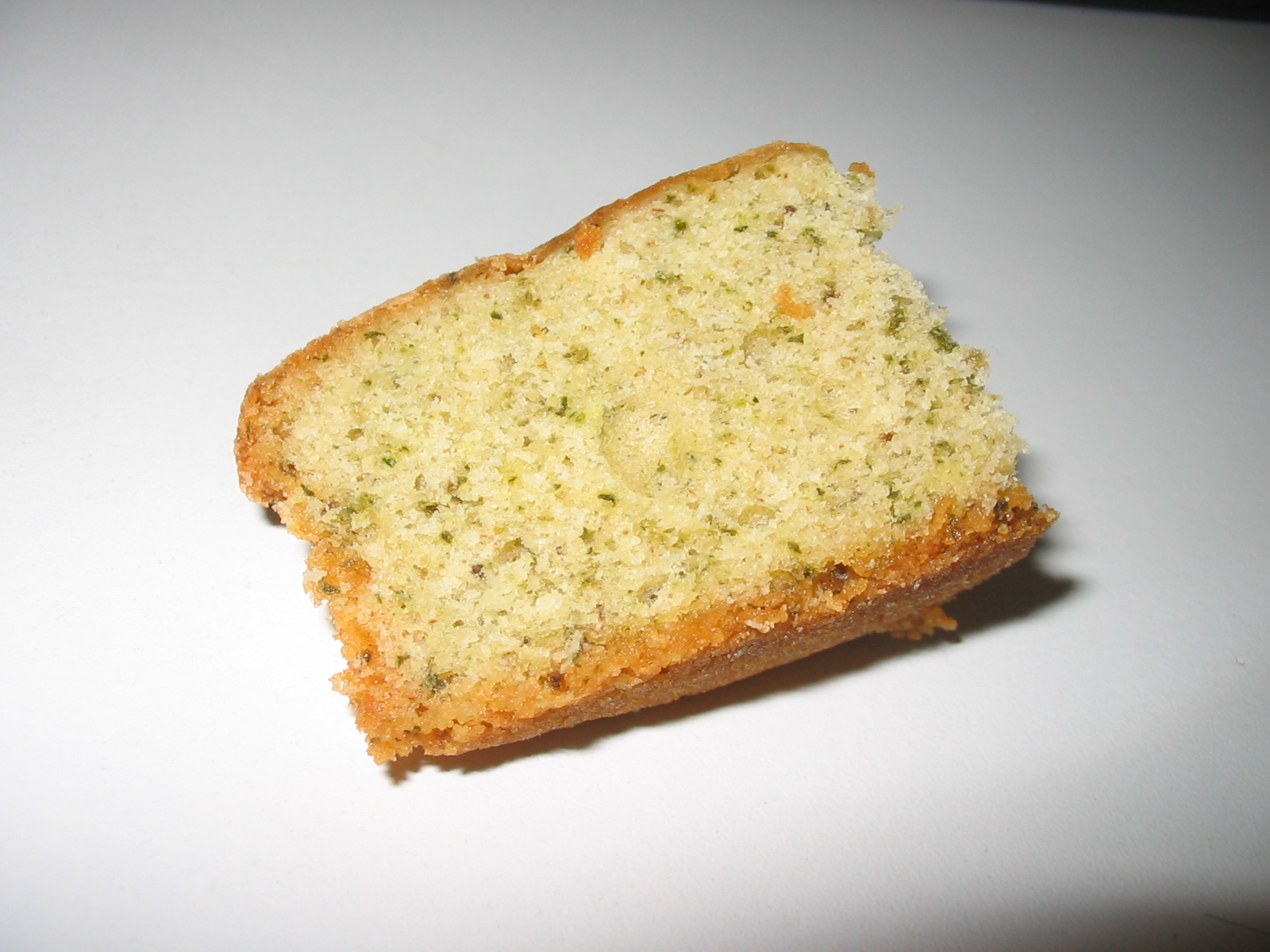
Kosmiczne ciasto

Ciastko czekoladowe (brownie) wystąpiło w 1968 r. w filmie Kocham cię, Alicjo B. Toklas, w którym bohater grany przez Petera Sellersa doznaje rozczarowania swoim ustabilizowanym życiem, po tym jak zakochuje się w beztroskiej hippisce. Okazuje się jednak, że subkultura hippisowska zawodzi go równie mocno. Brownies z marihuaną są istotnym elementem fabuły.
Brownie odgrywa także ważną rolę w serialu telewizyjnym Różowe lata siedemdziesiąte, w którym grupa nastolatków traktuje je jako zwyczajną przekąskę, po której są na „haju”. Widać to szczególnie w odcinku pt. „Garage Sale”, w którym Red (Kurtwood Smith) zjada wszystkie „specjalne brownies” Hyde’a (Danny Masterson). Będąc pod wpływem narkotyku sprzedaje samochód swojego syna Erica (Topher Grace).
Działanie pod wpływem marihuany zostało ukazane w wielu serialach telewizyjnych, takich jak: Gotowe na wszystko (odcinek: „The Game”), Sześć stóp pod ziemią, Uziemieni (odcinek: „Henry’s Working for the Drug Squad”), Bogaci bankruci (odcinek: „Afternoon Delight”), Taxi, Laverne and Shirley, Barney Miller, Family Guy, American Dad, Superzioło, Gotowe na wszystko, Pogoda na miłość, Kochane kłopoty, Żar młodości, Trawka, Słowo na L, Na imię mi Earl, Imprezowo, Teoria wielkiego podrywu oraz Frasier (odcinek: „High Holidays”), jak również w wielu filmach fabularnych, np. Miłość i inne nieszczęścia, Eurotrip, Następny piątek, Deuce Bigalow: Boski żigolo w Europie, Ten pierwszy raz, Adventureland oraz Babcisynek. Film pod tytułem Ciastko z niespodzianką w całości oparty jest na historii kobiety, która zjada ogromną ilość babeczek z marihuaną.
Komik Bill Bailey, w swoim show na żywo pt. Part Troll gra na gitarze i pyta poszczególnych ludzi zgromadzonych na widowni o to, jakie jedzenie można jeszcze urozmaicić marihuaną. Sugerowane potrawy to między innymi potrawa z mielonego mięsa i ziemniaków (shepherd’s pie), Boeuf Stroganow oraz najzwyklejszy tost.